# Sol Halprin
Sol Halprin (alternativ auch Sol Halperin, * 16. Februar 1902 in Newark, New Jersey; † 4. Mai 1977 in Beverly Hills, Los Angeles, Kalifornien) war ein US-amerikanischer Kameramann und Spezialeffekt-Techniker.

## Leben
Sol Halprin, der Onkel des später ebenfalls als Kameramann tätigen Richard H. Kline, arbeitete zwischen 1928 und 1930 zunächst als Kameramann an fünf Filmen und wechselte danach in die Spezialeffekt-Abteilung.
Halprin, der bei 20th Century Fox beschäftigt war, sowie fünf weitere Kameramänner waren an der Entwicklung der CinemaScope-Technik maßgeblich beteiligt.
Auch war Halprin zweimal, zwischen 1966 und 1969 sowie von 1970 bis 1973, Präsident der American Society of Cinematographers.

## Nominierungen und Auszeichnungen
- 1946: Oscar-Nominierung in der Kategorie Beste visuelle Effekte für Die tollkühnen Abenteuer des Captain Eddie (Captain Eddie)
- 1954: Academy Award of Merit für seine Leistungen bei der Entwicklung von CinemaScope